# 孝德东站
孝德东站是佛山地铁3号线的一个车站，位于中国广东省佛山市南海区机场路与禅西大道交叉口、佛山沙堤机场航站楼西南方向。该站于2024年8月23日启用。

## 车站结构

### 车站楼层

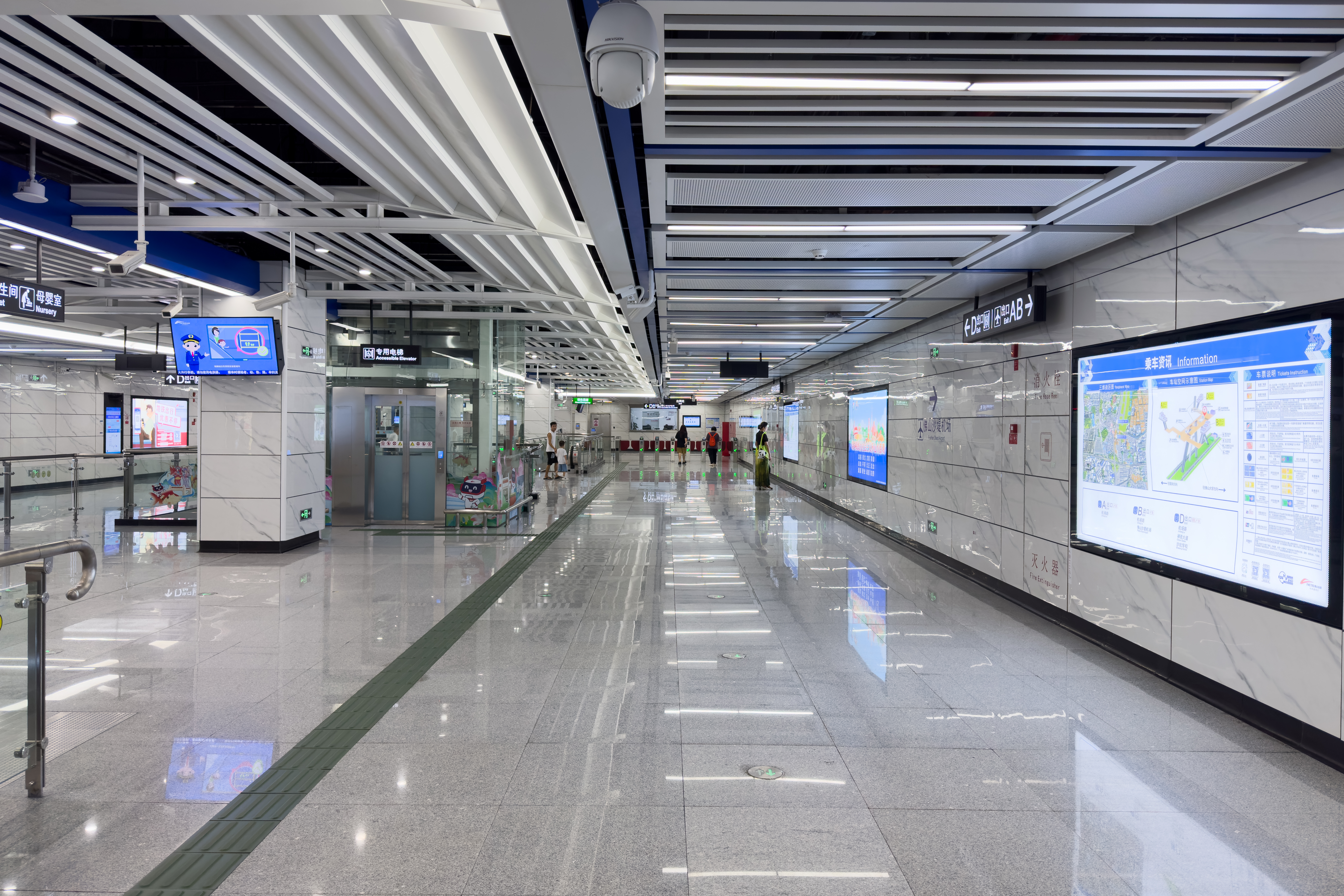
站厅

本站为地下二层岛式车站，全长为219.6米。
| 地下一层 | 站厅     | 售票机、客服中心、商店、警务室、安检设施 |  |  |
| 地下二层 | 1 站台   | █3号线 佛山大学方向（下站：罗村）        |  |  |
|          | 岛式站台 |                                          |  |  |
|          | 2 站台   | █3号线 联和方向（下站：联和）            |  |  |

### 站台
本站设有一个岛式站台，位于机场路的地底。

### 出入口
本站初期设有A、B、D三个出入口供乘客进出，分布于机场路南北两侧。
|                                           |                                                       |      |          |                                            |
| 編號                                      | 设施                                                  | 照片 | 出口指示 | 建議前往的目的地                           |
| A                                         | 盲道标志 · 扶手电梯标志                               |      | 机场路   | 佛山机场公交车站（东行）                   |
| B                                         | 盲道标志 · 扶手电梯标志                               |      | 机场路   | 佛山沙堤机场、佛山机场公交车站（西行）     |
| D                                         | 盲道标志 · 无障碍通道标志 · 升降机标志 · 扶手电梯标志 |      | 机场路   | 禅西大道、沙坑小学、养正村公交车站（北行） |
| 註： 設有 \| 設有 \| 設有 \| 設有扶手電梯 |                                                       |      |          |                                            |

## 历史
本站在规划和施工阶段被称作佛山机场站。因车站附近的佛山沙堤机场已计划未来会搬迁至珠三角枢纽机场而停用，故车站正式名称在2022年定为孝德东站，以位于孝德湖公园以东而得名。然而直至本站啟用當日，珠三角樞紐機場仍未動工興建。
2019年7月15日，本站第一期交通导改工作正式启动。2021年4月27日，本站顺利完成主体结构封顶。
2024年8月23日，本站随3号线“联和至佛山大学”段开通而启用。

## 接驳交通
佛山沙堤机场位于本站东北方向，车站B口旁即为连接机场航站楼的接驳巴士停靠站。车站附近亦设有佛山机场和养正村两个公交车站。
| 巴士 \| 编号 \| 编号 \| 线路 \| 线路 \| 线路 \| 收费 \| 运营商 \| 备注 \| \| ---- \| ------ \| ---------------- \| ---- \| ---------------- \| ---- \| -------- \| ------------------ \| \| \| 100 \| 佛山西站 \| ⇆ \| 惠云园公交首末站 \| 2元 \| 粤运六分 \| \| \| \| 116 \| 新三中公交枢纽站 \| ⇆ \| 十八亩 \| 2元 \| 粤运四分 \| \| \| \| 桂31 \| 南海公交总站 \| ⇆ \| 下柏村 \| 2元 \| 佛广桂城 \| \| \| \| 南高31 \| 乐城公园 \| ⇆ \| 芦塘新村 \| 2元 \| 佛汽南海 \| 部分班次绕经丰岗村 \| |        |                  |      |                  |      |          |                    |
| 编号 | 编号   | 线路             | 线路 | 线路             | 收费 | 运营商   | 备注               |
| | 100    | 佛山西站         | ⇆    | 惠云园公交首末站 | 2元  | 粤运六分 |                    |
| | 116    | 新三中公交枢纽站 | ⇆    | 十八亩           | 2元  | 粤运四分 |                    |
| | 桂31   | 南海公交总站     | ⇆    | 下柏村           | 2元  | 佛广桂城 |                    |
| | 南高31 | 乐城公园         | ⇆    | 芦塘新村         | 2元  | 佛汽南海 | 部分班次绕经丰岗村 |